# Bolbitis sinuata
Bolbitis sinuata är en träjonväxtart som först beskrevs av Karel Presl, och fick sitt nu gällande namn av Elbert Hennipman. Bolbitis sinuata ingår i släktet Bolbitis och familjen Dryopteridaceae. Inga underarter finns listade.